# Мале Василево (Кімрський район)
Мале Василево (рос. Малое Василево) — присілок в Кімрському районі Тверської області Російської Федерації.
Населення становить 956 осіб. Входить до складу муніципального утворення Маловасилевське сільське поселення.

## Історія
Від 2005 року входить до складу муніципального утворення Маловасилевське сільське поселення.

## Населення
| 1859 | 1887 | 1920 | 1997  | 2002 | 2010 |
| ---- | ---- | ---- | ----- | ---- | ---- |
| 59   | ↗70  | ↘69  | ↗1110 | ↘985 | ↘956 |